# (79447) 1997 WQ1
1997 دابليو كيو 1 (ويعرف أيضًا باسم (79447) 1997 دابليو كيو 1 وفق تسمية الكوكب الصغير) (بالإنجليزية: 1997 WQ1)‏ هو كويكب ضمن حزام الكويكبات؛ وترتيبه 79447 من حيث الاكتشاف.
اكتُشف هذا الجُرم الفلكي بواسطة برنامج شميدت للكويكبات في بكين في 21 نوفمبر 1997.

## وصلات خارجية
- (79447) 1997 WQ1 في قاعدة بيانات مختبر الدفع النفاث لأجرام النظام الشمسي الصغيرة

- الاكتشاف · مخطط المدار ·  العناصر المدارية · المعلمات المادية

- (79447) 1997 WQ1 على موقع ويكي سكاي: DSS2, SDSS, GALEX, IRAS, Hydrogen α, X-Ray, Astrophoto, Sky Map, Articles and images